# Larcom
Larcom is een bedrijf met een sociale doelstelling dat voor een aantal gemeenten in Noordoost-Overijssel de wet sociale werkvoorziening uitvoert. Het bedrijf biedt passend werk aan mensen die voor kortere of langere tijd zijn aangewezen op aangepaste arbeid. Larcom komt voort uit de sociale werkvoorziening. De werknemers bij Larcom zijn voornamelijk werkzaam in de groenvoorziening, met het assembleren, monteren en het verpakken van producten. De hoofdvestiging van Larcom is in Ommen, daarnaast zijn er nevenvestigingen in Hardenberg, Raalte en Oldenzaal. De groenafdeling heeft zeven vestigingen in het werkgebied.